# Igreja de Santa Maria (Óbidos)
A Igreja de Santa Maria, também referida como Igreja Paroquial de Óbidos ou Igreja Matriz de Óbidos, fundada entre 1148 e 1185, situa-se na vila de Óbidos, na região Oeste de Portugal.
É a principal igreja da vila.[carece de fontes?]
Dada a sua importância patrimonial, está classificada como Imóvel de Interesse Público desde 1933.

## Historial
Embora não existam certezas a esse respeito, a origem da igreja remontaria, segundo a tradição, ao período visigótico, tendo sido transformada em mesquita no período muçulmano. Ao certo, sabe-se que foi sagrada por D. Afonso Henriques após a conquista da Vila (1148).
O priorado da igreja afonsina foi entregue a São Teotónio, companheiro de D. Afonso Henriques, figura de relevo da Igreja e prior do Mosteiro de Santa Cruz, Coimbra. A Igreja de Santa Maria também foi sede de uma colegiada, que seria suprimida pela legislação liberal em meados do século XIX.
O templo medieval foi reedificado a partir de finais do século XV, prolongando-se as obras pelo primeiro quartel do século XVI. Entre as edificações desse período que sobrevivem no presente assinalem-se a torre sineira e a capela de Nossa Senhora da Piedade, com o túmulo da autoria de Nicolau Chanterene (c. 1526-1528) que acolhe os restos mortais de D. João de Noronha e de D. Isabel de Sousa.
Cerca de 1570 o edifício ameaçava ruína, talvez devido às sequelas de um terramoto anterior e, a 15 de Agosto de 1571 (dia da Assunção de Nossa Senhora), foi iniciada a sua completa reconstrução, com procissão e grande aparato religioso, "prosseguindo as obras sob a proteção da Rainha D. Catarina e do Prior D. Rodrigo Sanches, clérigo espanhol, esmoler-mor da Rainha e figura de grande prestígio na corte de Carlos V. Desta campanha resulta a sua configuração atual, com provável risco do arquiteto régio António Rodrigues […]. Cerca de um século depois, sofre novas obras de beneficiação, por iniciativa do Prior Doutor Francisco de Azevedo Caminha, que redecora a igreja através de um programa artístico de gosto barroco – teto, azulejos e telas das naves".

## Características
O edifício foi construído ao longo de vários séculos, refletindo as características estilísticas dos períodos sucessivos, apresentando elementos manuelinos, renascentistas, maneiristas e barrocos.
A estrutura da igreja revela afinidades com templos mendicantes, apresentando planta longitudinal, com 3 naves (sendo a central mais elevada), separadas por quatro tramos de arcos assentes em colunas dóricas. O teto, de madeira, está decorado com pinturas de ornatos do séc. XVII. Portal axial renascentista, em arco de triunfo, com dois pares de colunas clássicas sustentando um frontão onde se localiza um nicho que acolhe uma escultura do orago; torre sineira prismática coberta por cúpula piramidal (vestígio da campanha de obras manuelina).
A capela colateral de Nossa Senhora da Piedade apresenta um notável túmulo da autoria de João de Ruão (conjunto) e Nicolau Chanterene (Deposição no Túmulo e, segundo atribuição de alguns autores, Assunção da Virgem). Classificado como Monumento Nacional, o conjunto escultórico obedece aos cânones e à temática ornamental do renascimento, integrando-se no centro de produção coimbrã; é encimado por um baixo-relevo com A Assunção da Virgem e apresenta uma Deposição no Túmulo em que as figuras de Cristo, da Virgem, de S. João Evangelista e de Santa Maria Madalena, talhadas em pedra de Ançã, "revelam, na nobre dignidade dos panejamentos e na primorosa plasticidade das faces e mãos, o génio de um artista excecional".
Deve destacar-se a dinamização das superfícies parietais interiores, conseguida pela decoração barroca de revestimentos azulejares, pinturas e talha dourada. No retábulo do altar-mor, em talha, colunas coríntias enquadram oito telas da autoria do pintor obidense João da Costa com passos da vida de Nossa Senhora (c. 1622): Anunciação; Adoração dos pastores; Adoração dos Magos; Apresentação no templo; Os Apóstolos em torno do Sepulcro da Virgem; e um conjunto de três imagens, na zona superior, representando a Assunção da Virgem. No retábulo do altar colateral (lado da Epístola) localizam-se cinco pinturas de Josefa de Óbidos alusivas a Santa Catarina (c. 1661) – telas centrais: Santa Catarina a discutir com os Doutores e A destruição da roda do martírio; telas superiores: Madalena penitente (à esquerda), O casamento místico de Santa Catarina (ao centro) e Santa Teresa doutora da igreja (à direita). As duas pinturas localizadas no topo de cada nave lateral são também atribuídas a Josefa de Óbidos (O Batismo de Cristo; A Ascensão). Por último, assinale-se a riqueza do revestimento azulejar dos séculos XVII e XVIII.

## Galeria de imagens

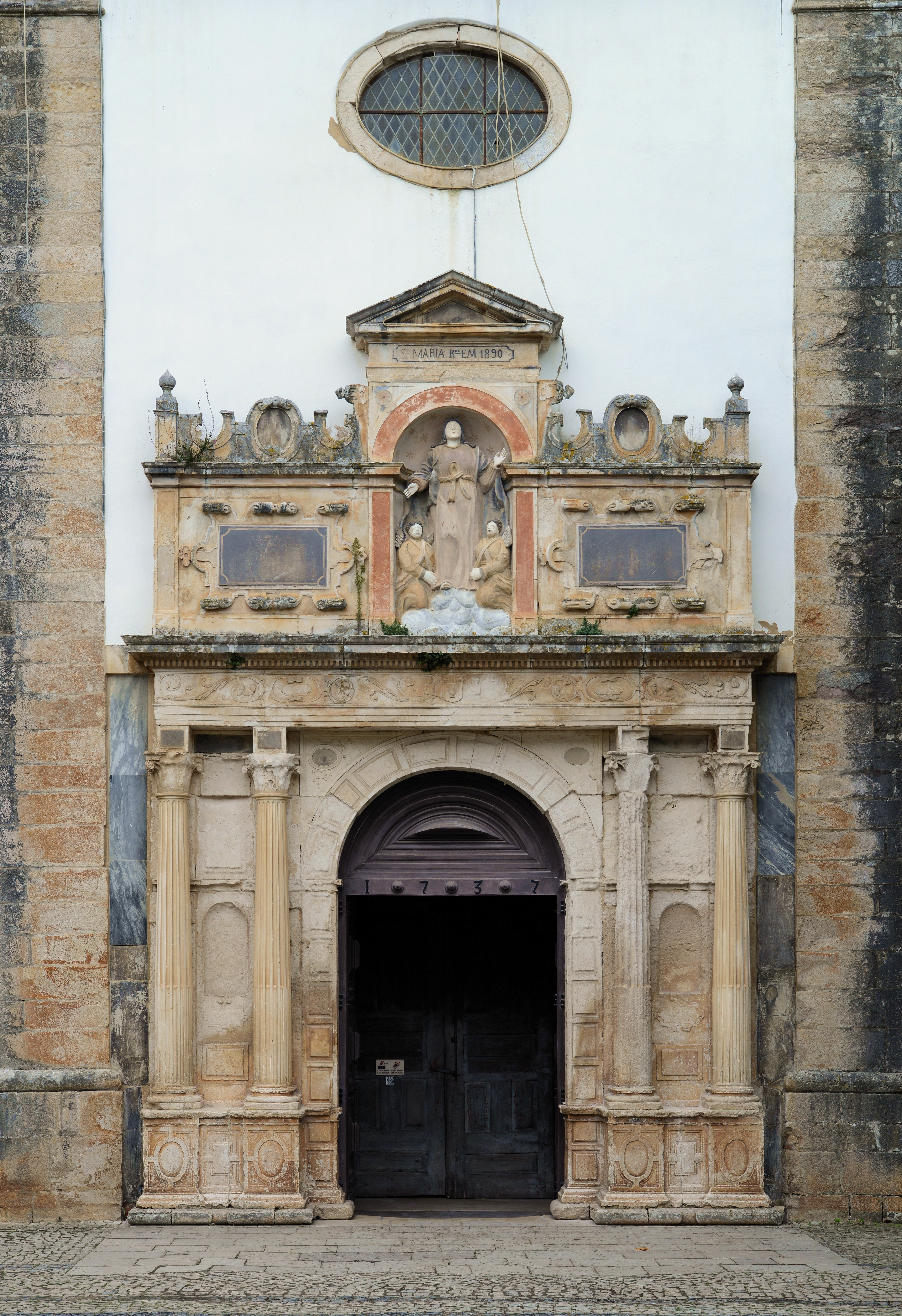
Portal
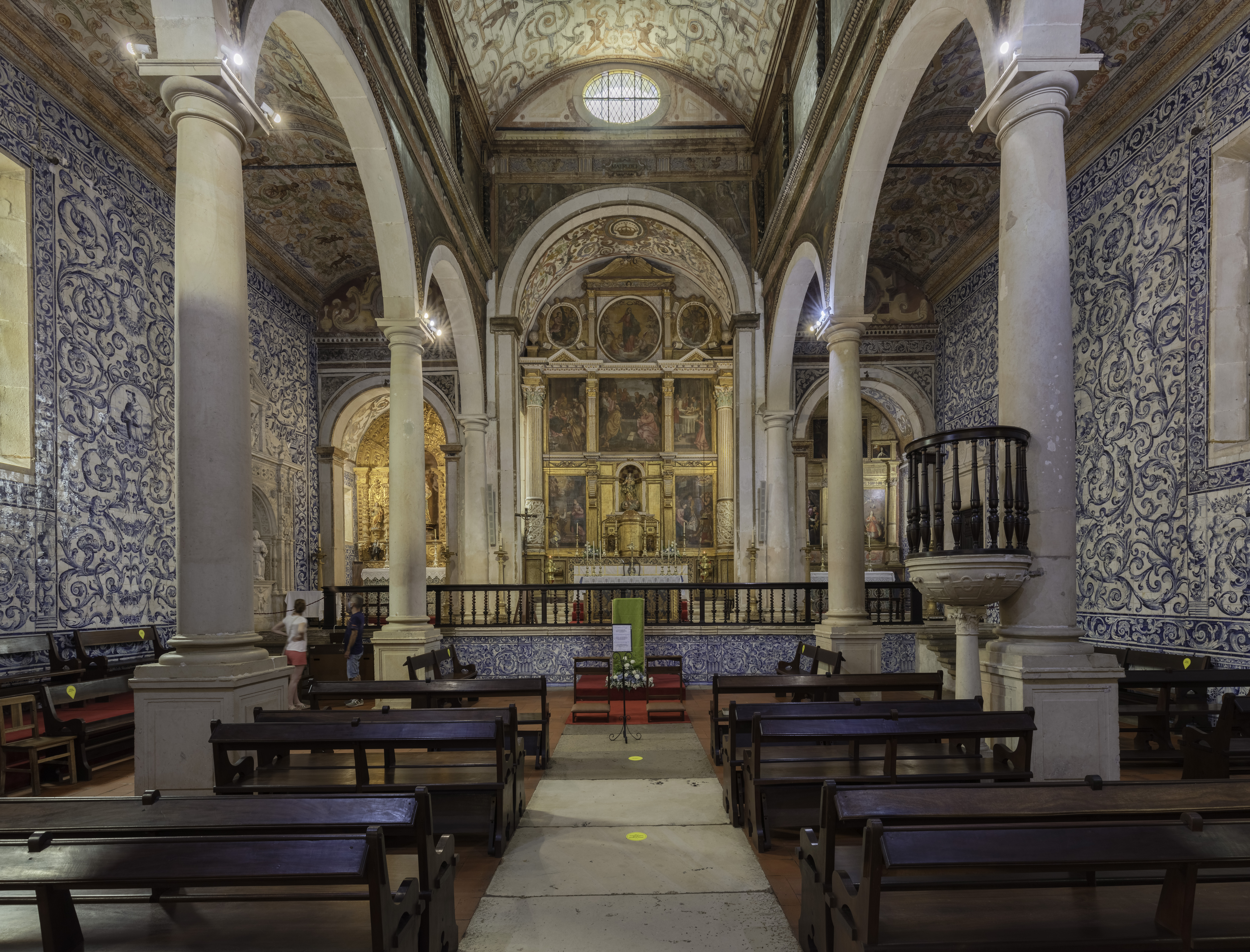
Interior da igreja
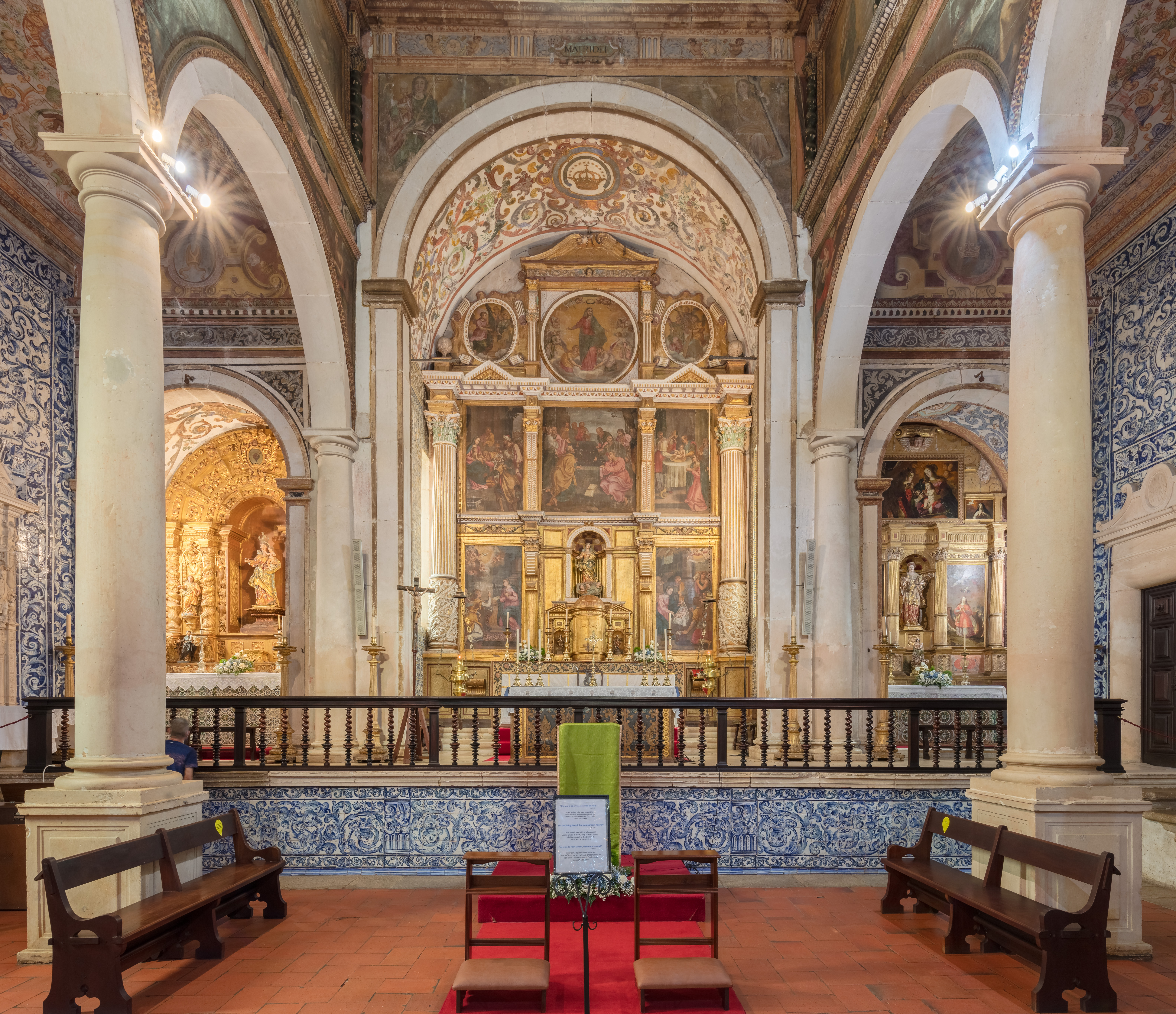
Altar-mor com retábulo de João da Costa
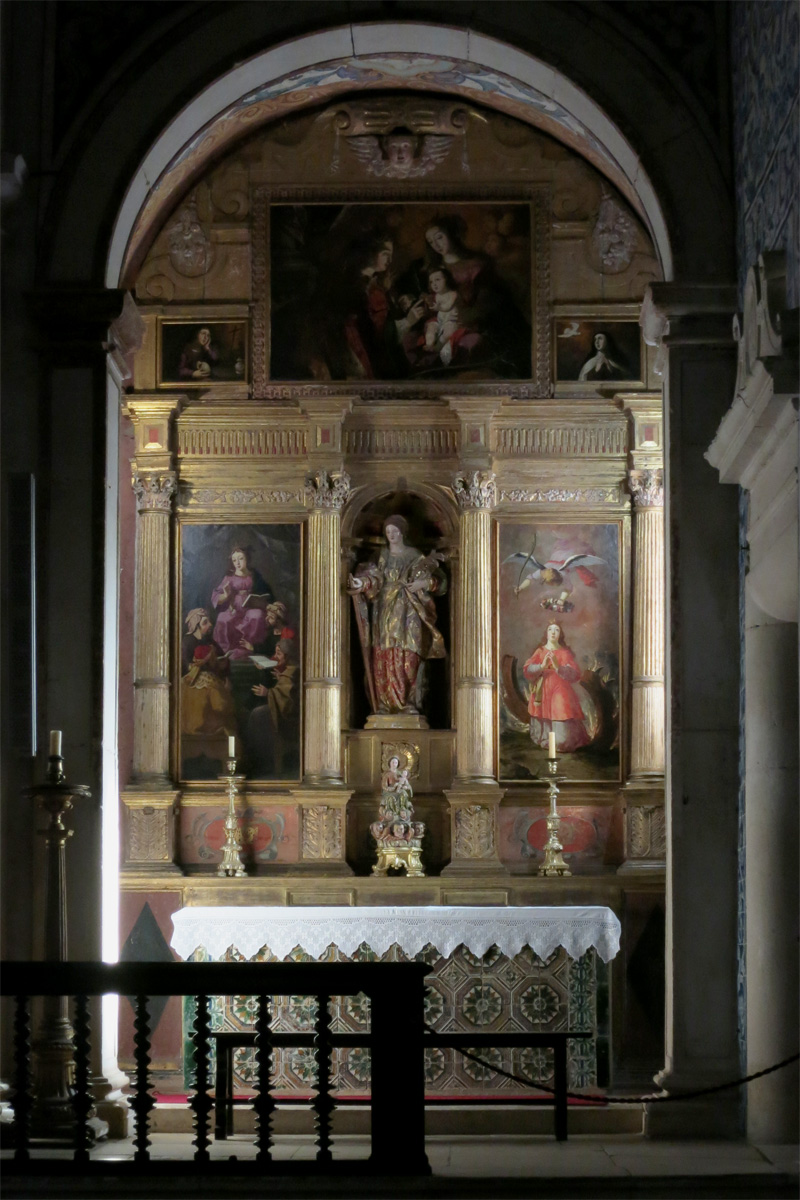
Josefa de Óbidos, Retábulo de Santa Catarina
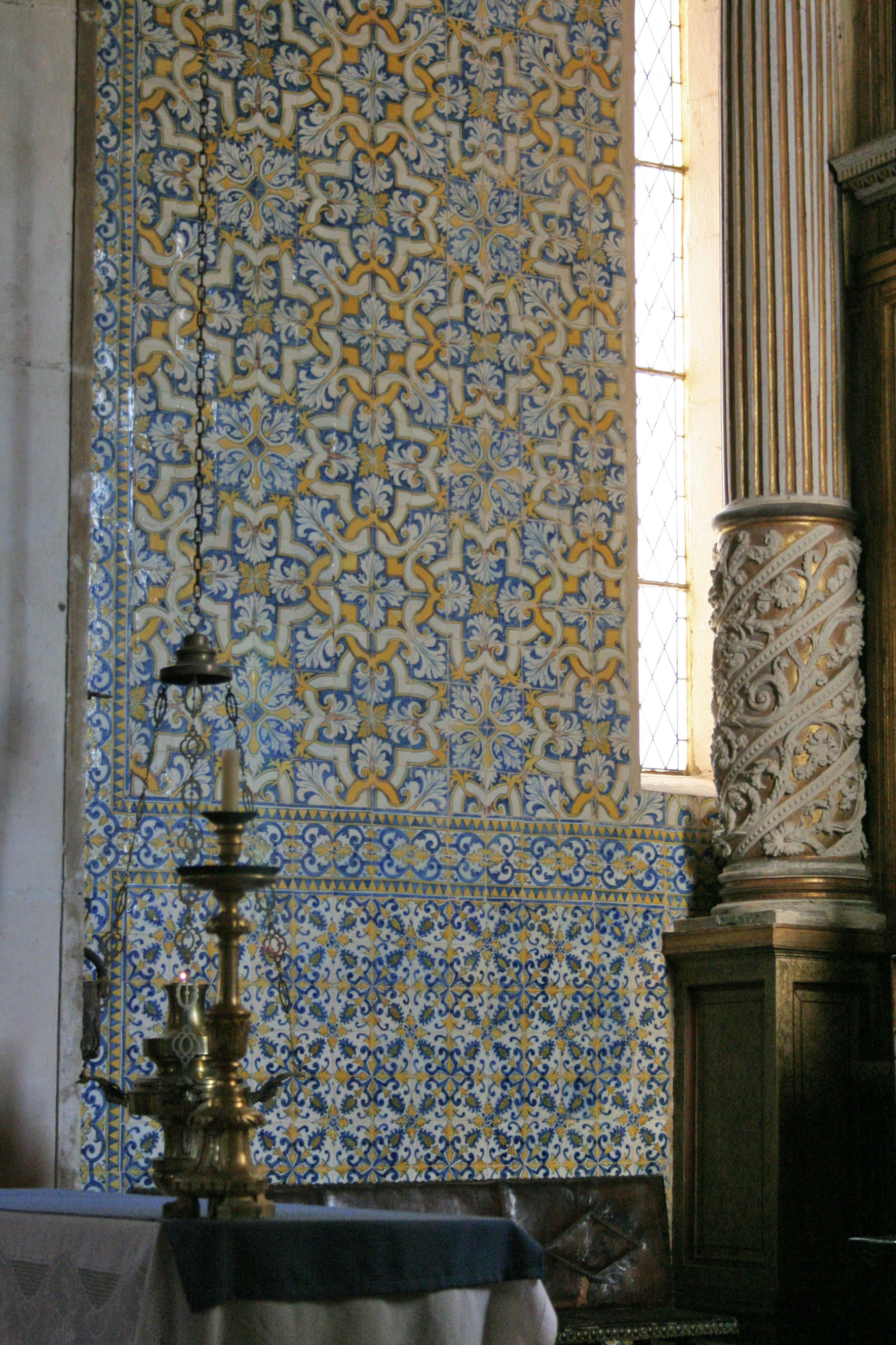
Pormenor do revestimento azulejar
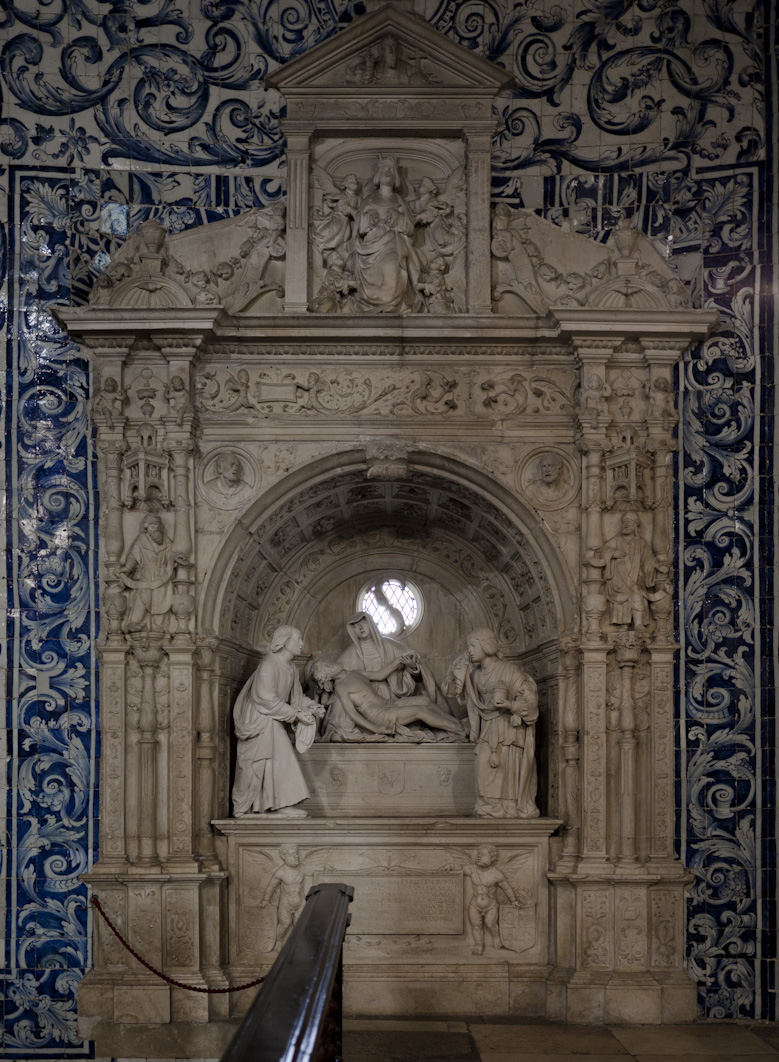
João de Ruão e Nicolau Chanterene, Túmulo João de Noronha e Isabel de Sousa
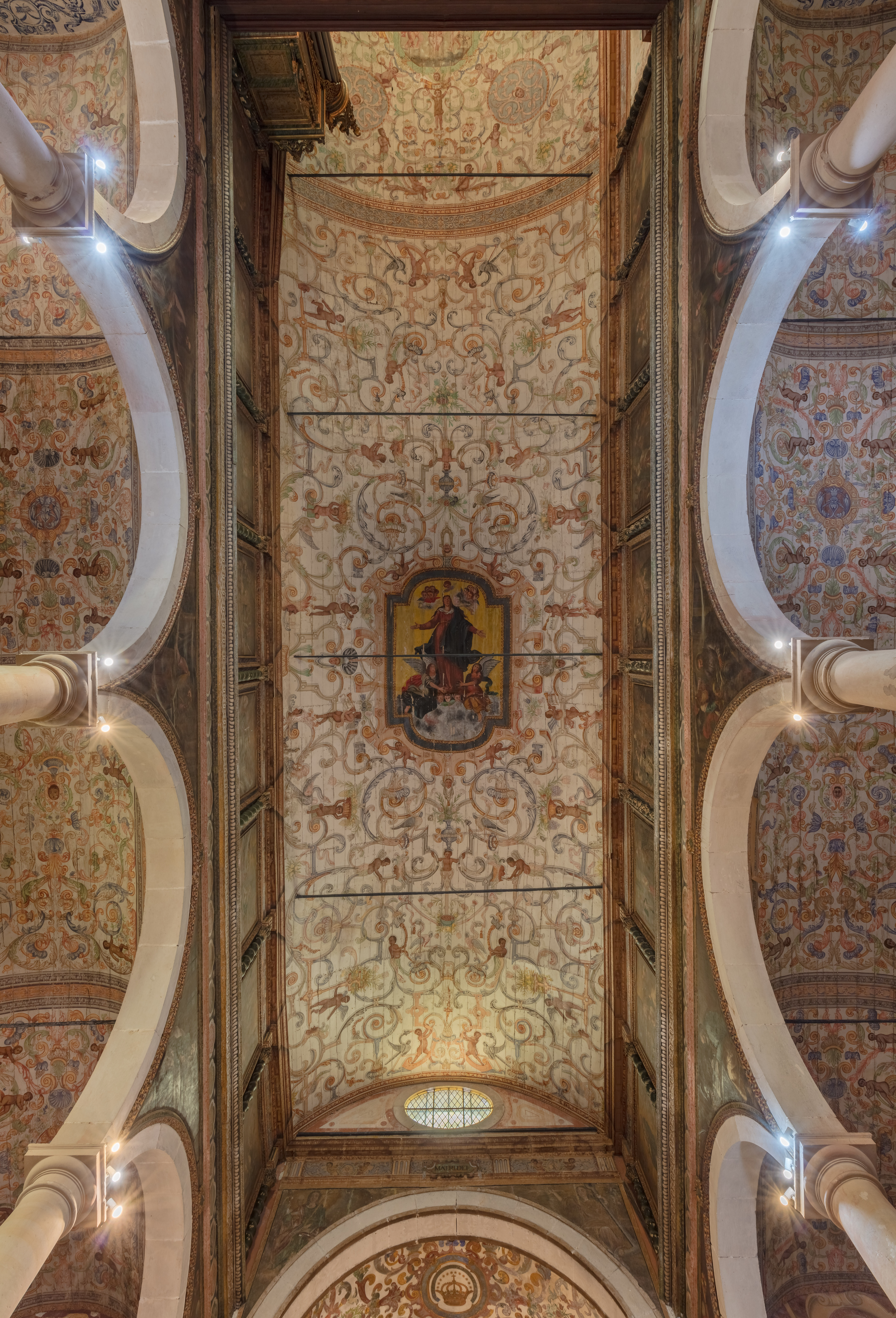
Teto